# Colonel Hathi’s Outpost Restaurant
Colonel Hathi’s Outpost Restaurant is een counterservice restaurant in Adventureland in het Disneyland Park in Disneyland Paris. Het opende samen met het park in 1992 onder de naam Explorer's Club als een tafelservice restaurant. Het serveert Indiase gerechten.

## Explorer's Club

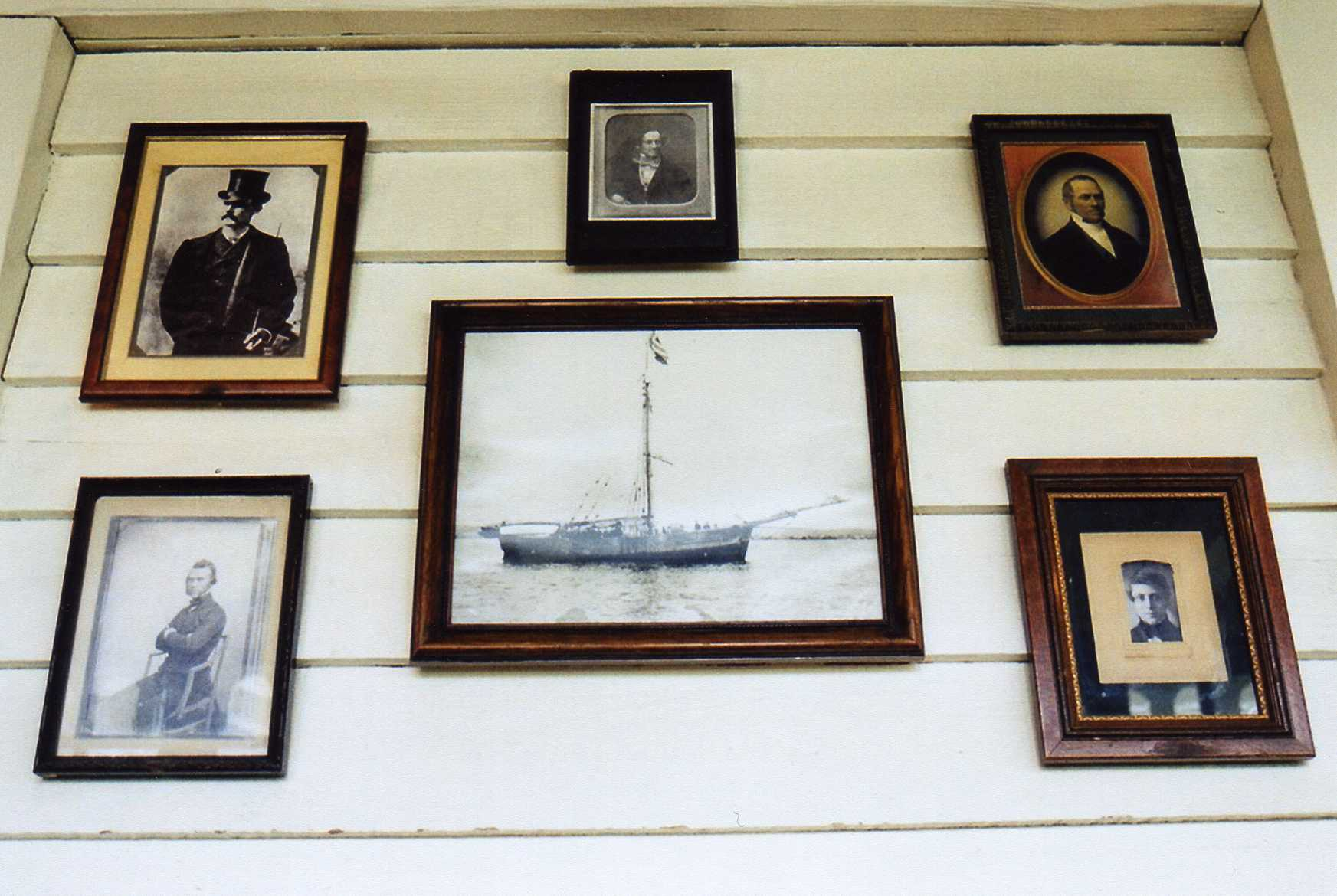
Foto's van ontdekkingsreizigers tentoongesteld in het restaurant.

Bij de opening van het park heette de locatie oorspronkelijk het Explorer's Club Restaurant. Het was een restaurant met tafelservice dat koloniale maaltijden serveerde. Bezoekers konden genieten van acteurs die de rol van beroemde ontdekkingsreizigers, zoals David Livingstone en Ernest Hemingway speelden.
Het restaurant beschikte over een grote buitenruimte, waarvan een deel uitkijkt op watervallen, en een binnenkamer compleet met bomen met animatronics van vogels en dieren (geïnspireerd op Walt Disney's Enchanted Tiki Room). Sommige van deze dieren hadden zelfs interactie met de acteurs. De kamers waren ook versierd met artefacten uit tal van exotische streken en muurschilderingen die reizen over de hele wereld vertegenwoordigen.
In het gebouw speelde achtergrondmuziek passend bij het thema, met nummers zoals Theresien-Fanfare, Colonel Bogey March, Onward, Christian Soldiers, Royal Air Force March Past en Cavalry of the Steppes.

## Counterservice
In 1993, een jaar na de opening van het park, werd besloten om van het restaurant een counterservice restaurant voor Oost-Aziatische maaltijden te maken, omdat de gasten geen interesse hadden in tafelmaaltijden.
Vervolgens werd het restaurant in maart 1994 gesloten om een maand later te heropenen als Colonel Hathi’s Pizza Outpost, een eetgelegenheid voor pizza's en pasta's. Het nieuw gekozen thema was Rudyard Kipling's Jungle Book, vooral de Disney-bewerking. Hoewel niet helemaal, werd het grootste deel van de originele soundtrack vervangen door samples uit die van deze film.
Sinds 12 juni 2024 worden er Indiase gerechten zoals butter chicken, naan en een curry-pizza geserveerd.

## Trivia
- In juni 2023 vond een subtiele naamswijziging plaats, de naam werd gewijzigd van Colonel Hathi’s Pizza Outpost naar Colonel Hathi’s Outpost Restaurant[3] en de borden aan de buitenkant van het gebouw werden aangepast.
- Aan de ingang van het restaurant hangen vandaag nog steeds 2 lampen met de initialen EC, een overblijfsel van het vroegere Explorer's Club.